# فانكولم ويست
فانكولم ويست (بالإنجليزية: Vannakulam West)‏ هي منطقة سكنية تقع في سريلانكا في المقاطعة الشمالية.